# Erannis approximata
Erannis approximata là một loài bướm đêm trong họ Geometridae.